# Maria Gail

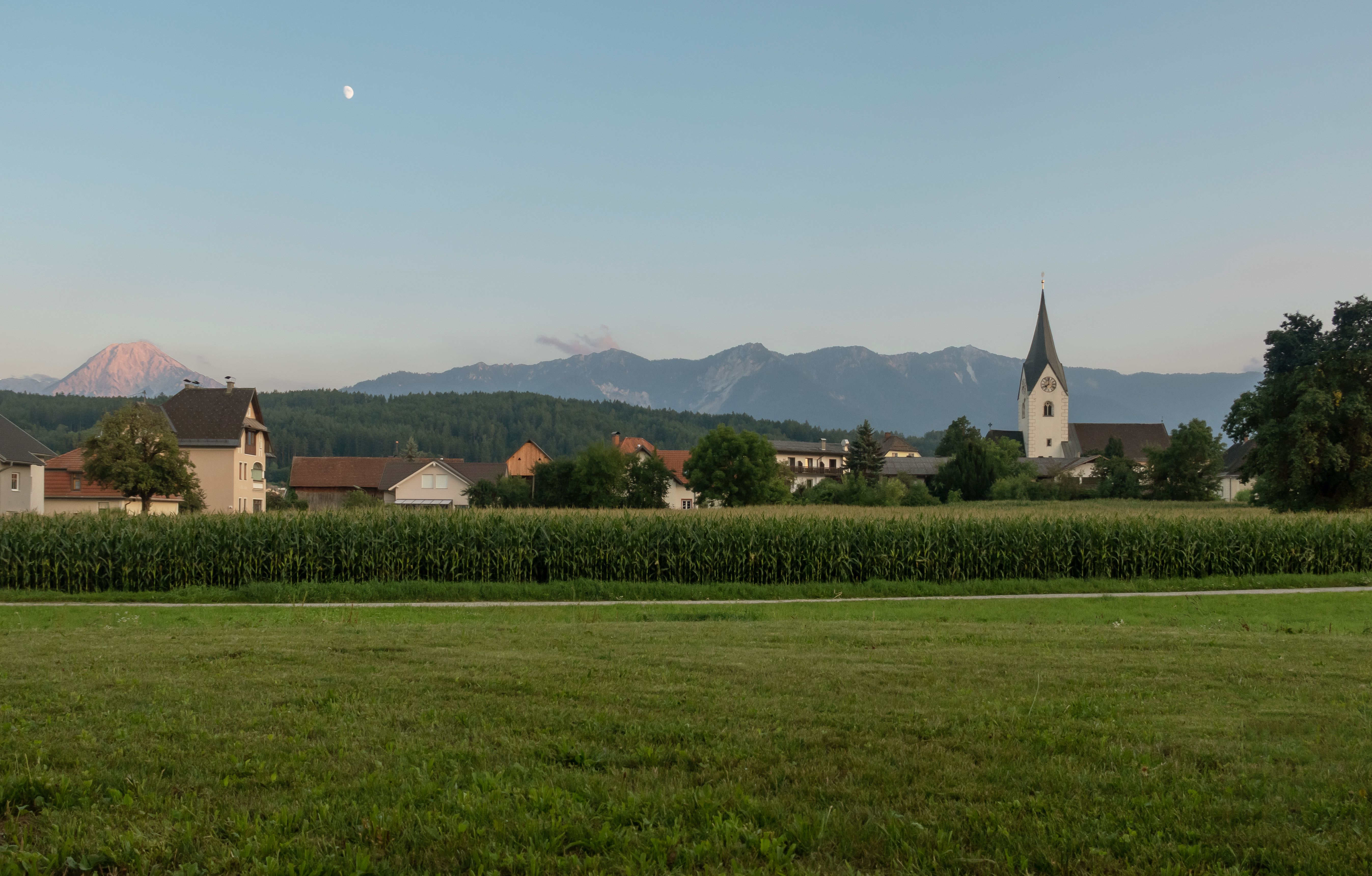
Maria Gail, Blick auf das Dorf mit der katholische Pfarrkirche Zu Unserer Lieben Frau

Maria Gail (slowenisch: Marija na Zilji) ist ein südlich von Villach gelegener Vorort dieser zweitgrößten Stadt Kärntens. Der Ort mit 553 Einwohnern (Stand: 1. Jänner 2024) liegt unmittelbar an der Einmündung der Gail, des größten rechten Nebenflusses der Drau.

## Geschichte
Die Ortsgründung geht zurück auf christliche Missionare, die aus dem nordrömischen Aquileja in die seinerzeitige römische Provinz Noricum kamen, um das Christentum zu verbreiten. Gegen Ende des 6. Jahrhunderts wurde das Umland von eindringenden slawischen Stämmen in Besitz genommen, die wiederum das Heidentum zurückbrachten. Im 8. Jahrhundert kam der Landstrich wie das ganze heutige Kärntner Gebiet unter bajuwarische Herrschaft, unter der eine zweite Christianisierung erfolgte. Für die Gründung von Ort und Kirche existieren keine schriftlichen Quellen. Es liegt jedoch nahe, dass die Ortsgründung durch christianisierte Langobarden erfolgte, die die Herrschaft über die Landschaft „Zeilia“, das heutige Gailtal, ausübten. Der Ort selbst entwickelte sich infolge der wachsenden Bedeutung der Kirche als Wallfahrtsort zur Urpfarre für Villach und das untere Gailtal; in ihrer Hochzeit unterstanden ihr 25 Filialkirchen.
1973 wurde die bis dahin eigenständige Gemeinde Maria Gail im Rahmen einer Gebietsreform in die Stadt Villach eingemeindet. Heute spielt Maria Gail eine nicht unbedeutende Rolle als Wallfahrtsstätte und als grüner Wohnvorort für das nahe gelegene Oberzentrum Villach. In dem Ort befindet sich ein großes Gestüt, das einen guten Ruf auch über die Region hinaus als Reiterzentrum besitzt.

## Wallfahrtskirche Maria Gail
Die erste urkundliche Erwähnung der Kirche wird auf das Jahr 1136 datiert. Die ursprünglich romanische Chorturmkirche wurde um 1450 vergrößert. Während der Türkenkriege im 15. Jahrhundert wurde die Kirche 1478 bei einem Türkeneinfall zerstört. Nach ihrem Wiederaufbau wurde die Kirche im Jahr 1486 wieder neu geweiht. 1580 stürzte der Kirchturm ein. Im 16. Jahrhundert wurde die Maria Gailer Wallfahrtskirche ebenso wie die übrigen Kirchen des Landes reformiert und verblieb für mehrere Jahrzehnte unter der lutherischen Ägide.
Dominiert wird das Kirchenschiff von dem üppig ausgestatteten barocken Hochaltar, in dessen Mittelpunkt eine holzgeschnitzte Schutzmantelmadonna aus der Zeit um 1600 steht. Dieses Hochrelief gilt als Gnadenbild und begründete den Ruf des Gotteshauses als Wallfahrtskirche. Glanzstück und kunsthistorisches Juwel ist der spätgotische Flügelaltar, der als eine der letzten Arbeiten der Villacher Schule deren wohl vollendetstes Kunstwerk darstellt. Er entstand in der Zeit zwischen 1505 und 1515.
An den Außenmauern der Kirche sind sehenswerte Steinplastiken angebracht. Eine Rarität stellt eine Darstellung des Weltgerichtes dar; die Plastik dürfte vor 1300 entstanden sein.

## Dörfer in der Umgebung
- Prossowitsch liegt in der Nähe von Maria Gail und ebenfalls am Zusammenfluss der Drau und der Gail und ist ein typisches Dorf mit Wohnhäusern.
- Dobrova ist eine kleine Ortschaft, die nach dem Waldrücken zwischen Faaker See und Villach benannt ist.
- Mittewald ob Faaker See liegt zwischen Villach und dem Faaker See am Waldrücken Dobrova und ist ein kleines Dorf.

## Persönlichkeiten
- Johann Gailer (1865–1927), österreichischer Landwirt und Politiker, Bürgermeister von Maria Gail